# Johann Frisching

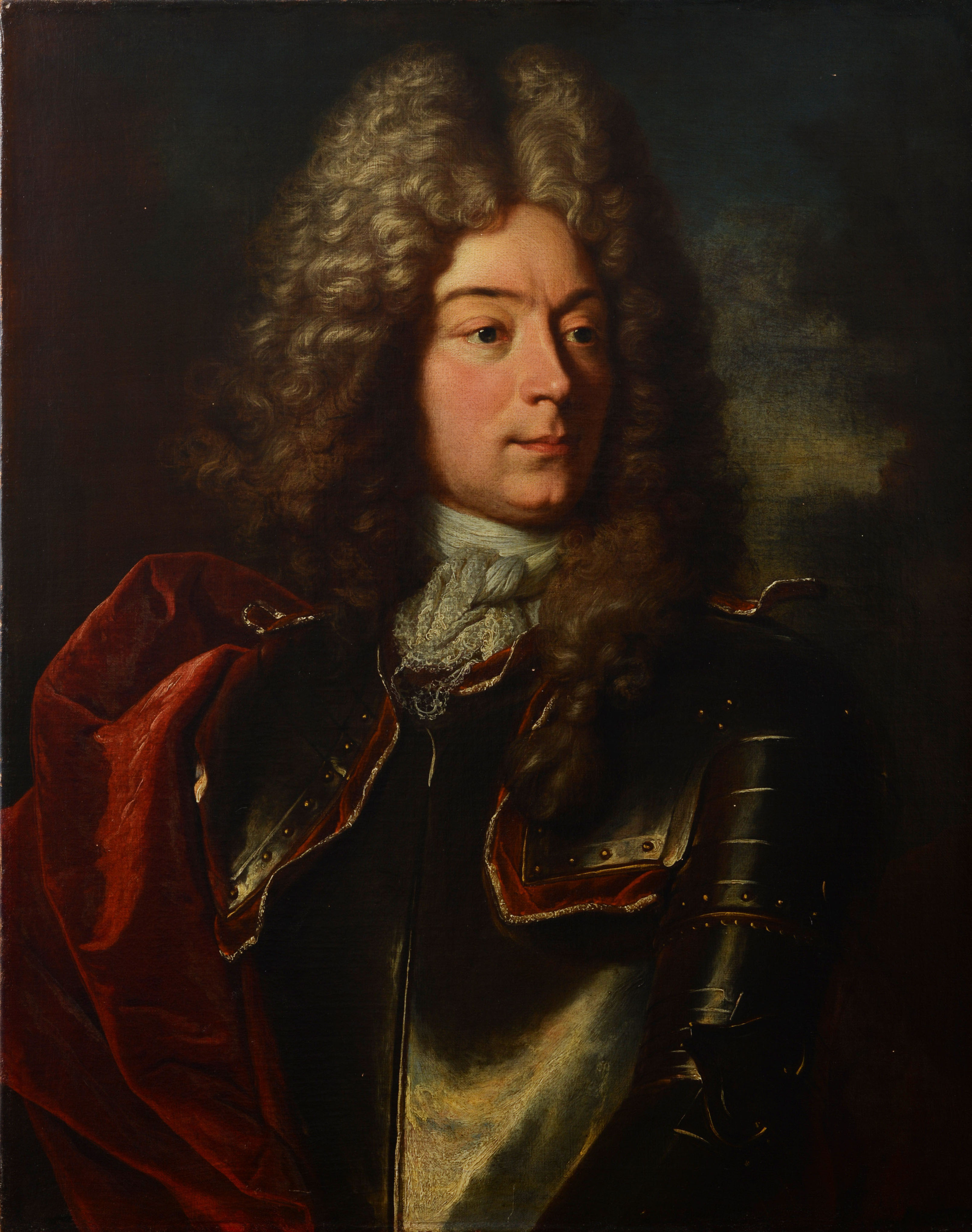
Johann Frisching, in Paris durch Hyacinthe Rigaud gemaltes Bildnis (1698)

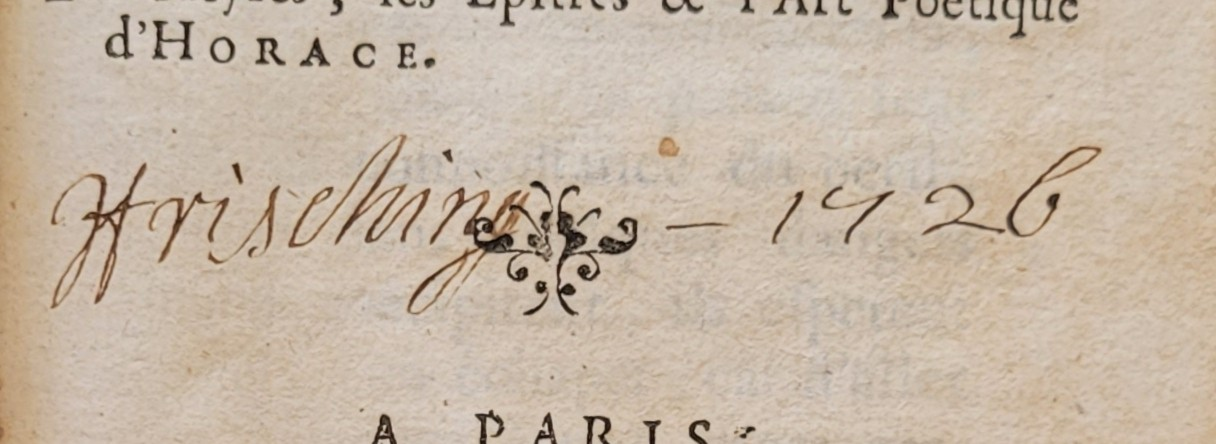
Johann Frischings Autograph in einem Buch aus seiner Bibliothek (1726)

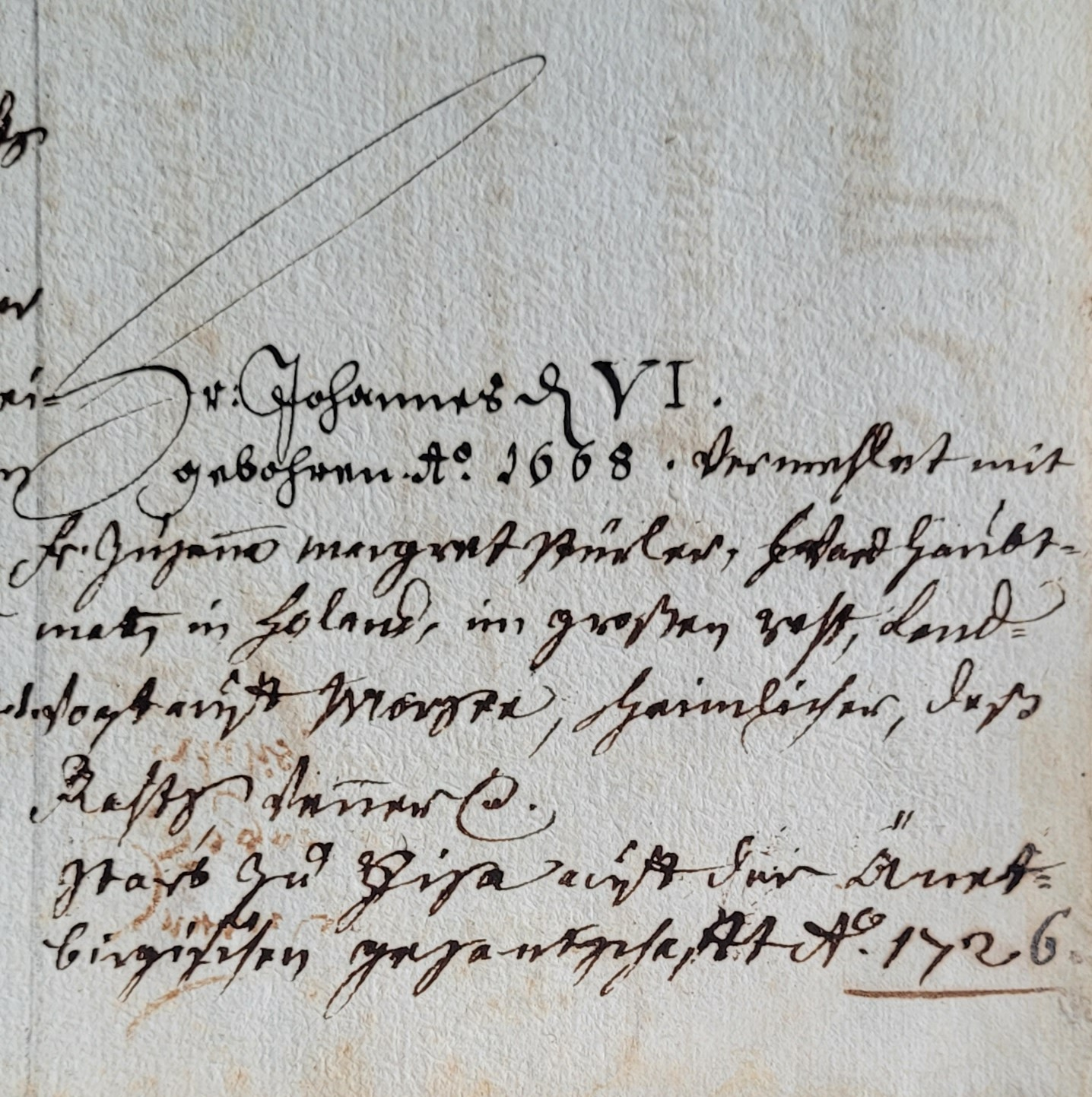
Eintrag für Johann Frisching in Frischingischer Ehrenkranz (Neuhjahrswunsch und Genealogie) (um 1726)

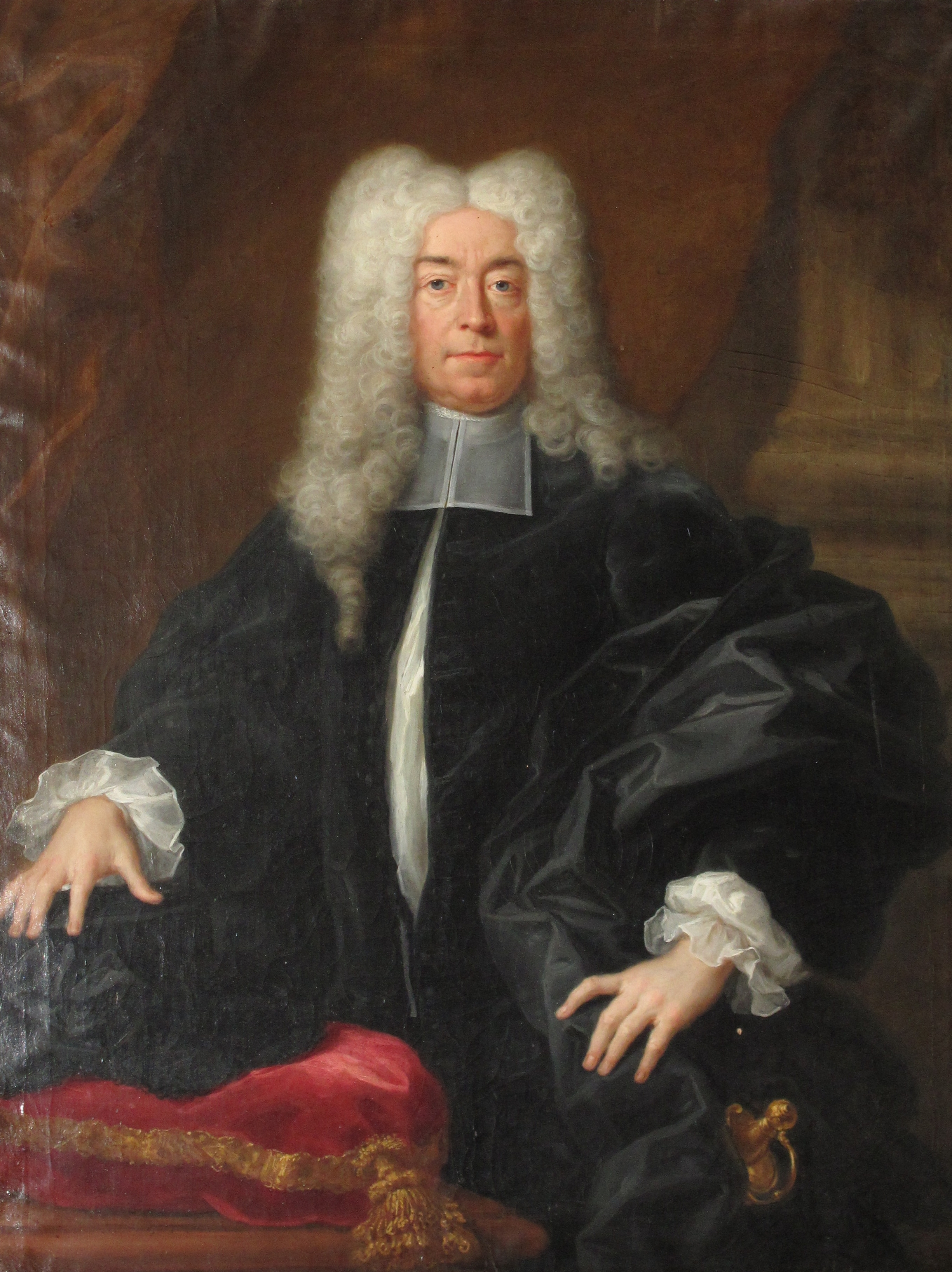
Johann Frisching, in Rom entstandenes Bildnis von Antonio Carlo David (1726)

Johann Frisching (* 26. April 1668 in Bern; † 27. November 1726 in Pisa) war ein Berner Offizier und Magistrat.

## Leben
Johann Frisching war ein Sohn des Samuel Frisching aus der Patrizierfamilie Frisching. Nach Aufenthalten in Frankreich diente er im Garderegiment des Prinzen von Oranien und nahm 1688 an der Reise des Prinzen nach England teil. 1689 segelte er mit Marschall von Schomberg nach Irland und nahm an der Schlacht am Boyne teil. Bei der Belagerung von Limerick wurde er zum Fähnrich befördert, 1693 wurde er Leutnant des Garderegiments. 1695 nahm er unter dem Befehl von General Thomas Tollemache an der Schlacht von Camaret teil. Im selben Jahr erhielt er die Stelle eines Hauptmanns im Regiment Tscharner.

Am 3. März 1701 verheiratete er sich in der Kirche Bümpliz mit Susanna Margaretha Stürler (1668–1740). Im selben Jahr wurde er Mitglied des Grossen Rats. 1711 wurde er als Landvogt nach Morges gewählt. Als Landvogt von Morges hatte er als Gesandter der Stadt und Republik Bern 1715 in Thonon dem König von Sizilien seine Glückwünsche zu überbringen. Der König liess Frisching ein Geschenk übergeben, zu dem sich dieser wie folgt äusserte: 

„Kaum ware Ich in meinem Logement angelanget, da meldeten sich bey 20 Königlicher Bedienten an, die 5 Ersten trugen 5 Bassins mit Confitures Seiches, andere folgten mit Pomeranzen und Citronen, denen wieder 5 nachtraten mit kostlichem wein und liqueurs, wieder 5 mit körben von allerhand lebendigem geflügel, als Haanen, Capaunen, endten, dauben und was dergleichen mehr, endlich 2 mit einem großen geschlachteten Piedmontesischem Kalb, das alles setzten Sie in meinem Zimmer auf den boden, der ganz verstellet, daß Ich mich nit mehr rühren, auch das lebendige alles durch einander schrye, daß mann sein eygen wort nicht hören kunt.“

Nach dem Tod seines Vaters wurde er 1721 Heimlicher. 1725 wurde er Venner zu Metzgern und Landrichter zu Konolfingen. Er verstarb auf einer Gesandtschaftsreise nach Rom auf der Heimreise des Nachts in Pisa und wurde in Livorno im englischen Seminar beigesetzt.
Von seinem Vater hatte er einen Drittel der Herrschaft Rümligen geerbt, den er in Folge seiner finanziellen Verluste in der Berner Bankenkrise an seinen Bruder Samuel Frisching verkaufen musste. In der Bankenkrise verlor er mehr als 5000 Kronen

## Schriften
- Herrn Johannes Frischings dermaligen Landvogten zu Morsee Vor Mnhgh: Räht und Burgeren, wegen Ueberreichung Dero Antwort-Schreibens an Ihr Königl. May. von Sicilien nacher Thonon, über Dero Notification der Erhöhung auf den Königl. Thron Abgelegte Relation d. 23ten August. 1715, Bern 1914. doi:10.5169/seals-181240